# Penguin Bloom
Penguin Bloom è un film del 2020 diretto da Glendyn Ivin.
La pellicola, adattamento cinematografico del libro Penguin Bloom - L'uccellino che salvò la nostra famiglia (Penguin Bloom) scritto da Bradley Trevor Greive e Cameron Bloom, narra la storia vera di Sam Bloom, moglie dell'autore Cameron, che rimase paralizzata sulla sedia a rotelle e cadde in depressione dopo un incidente.

## Trama
A seguito del crollo di un balcone durante una vacanza all'estero, la moglie di un fotografo rimane paralizzata e cade in depressione. È soltanto grazie al ritrovamento e all'accudimento di un pulcino di gazza ferito, che il fotografo e la sua famiglia ritrovano la speranza e lo stimolo di continuare una vita felice nonostante la paralisi della moglie.

## Produzione
Le riprese del film sono iniziate il 1º agosto 2019 in Australia.

## Distribuzione
La pellicola è stata presentata al Toronto International Film Festival il 12 settembre 2020 e distribuita sulla piattaforma Netflix a partire dal 27 gennaio 2021, mentre nelle sale cinematografiche italiane dal 15 luglio 2021.